# Уго Алмейда
Уго Мигел Перейра де Алмейда (на португалски: Hugo Almeida) (роден на 23 май 1984 г. в град Фигейра да Фош, район Коимбра, Централен регион, Португалия) е португалски футболист-национал, нападател, който от 2011 г. играе в турския Бешикташ. В националния отбор на Португалия играе от 2004 г. През януари 2011 г.преминава в тима на Бешикташ за 2 милиона. През лятото на 2011 е искан от Реал Мадрид, но официална оферта не е направена.